# Kasteel van Onkerzele

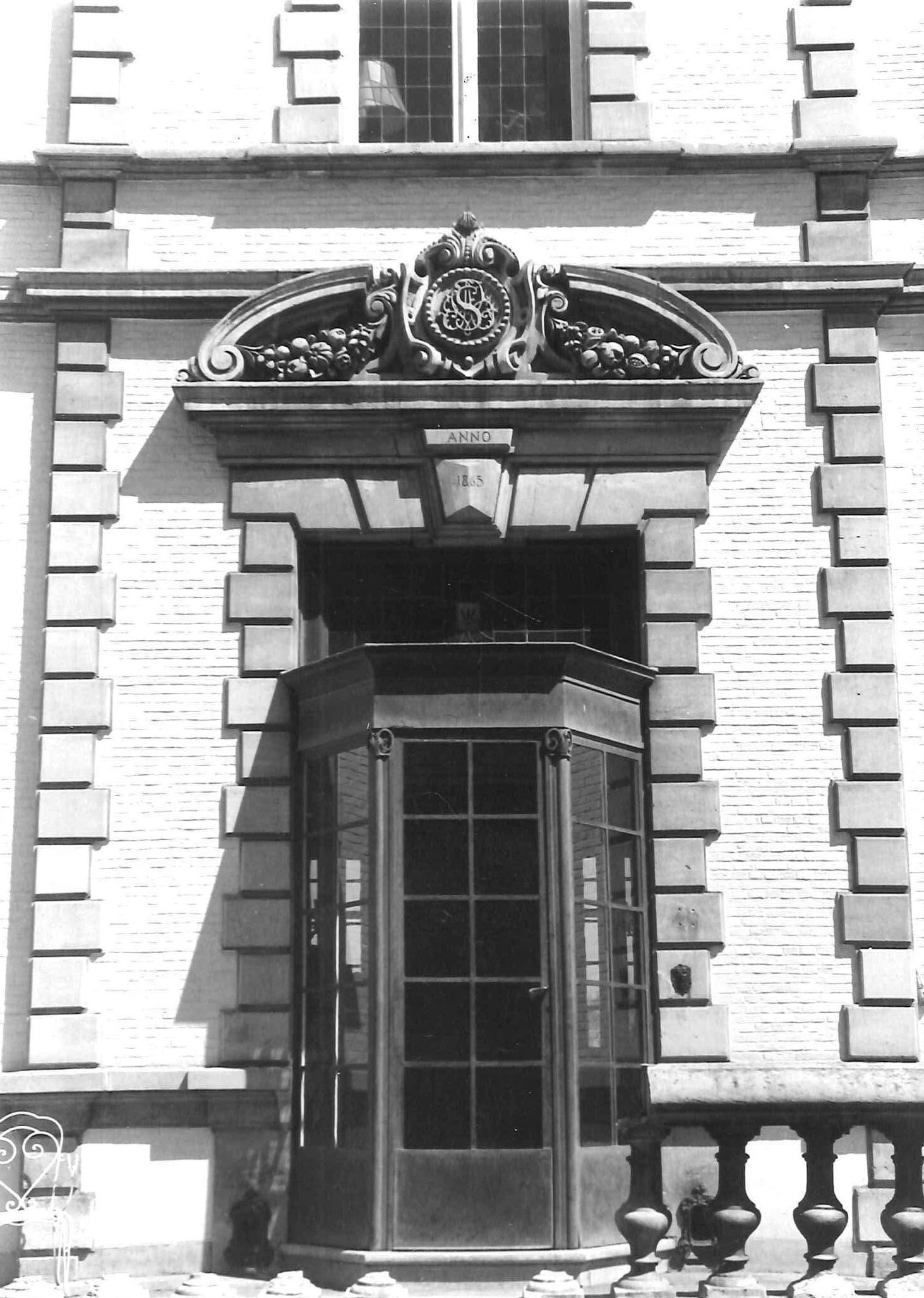
Fragment van het Kasteel van Onkerzele

Het Kasteel van Onkerzele is een bouwwerk in de tot de Oost-Vlaamse gemeente Geraardsbergen behorende plaats Onkerzele, gelegen aan de Onkerzelestraat 2 en de Zonnebloemstraat 40.
Het kasteel werd gebouwd in 1865 in opdracht van de rentenier Alfred Spitaels en werd uitgevoerd in neobarokke stijl. Het heeft een vierkante plattegrond en wordt door vier hoektorens geflankeerd: drie zijn er rond en een is er zeshoekig. Het is toegankelijk via een hek dat door twee achtkante poortgebouwtjes wordt geflankeerd. De dienstgebouwen zijn U-vormig rond een binnenplein gegroepeerd.
Spitael's vrouw, Charlotte Zélie, overleed in 1874 en kreeg als grafmonument een neogotische kapel op het kerkhof van Onkerzele. Van 1879-1887 was hij burgemeester van Onkerzele. In 1903 overleed ook Alfred en werd bijgezet in de kapel. Het goed kwam aan diens dochter, Julie Spitaels, die trouwde met Jules Van Landuyt, vanouds een fabrikant (sigaren, lucifers) die zich ging toeleggen op de paardenfokkerij. In 1915 werd de kasteeltuin uitgebreid tot ruim 5 ha. In 1932 werd het domein gekocht door Armand Maquestiau, een drukker en groothandelaar in kantoorbehoeften. Zo werd de naam van het kasteel verbasterd tot Kasteel van Makke. In 1983 werd het goed opnieuw te koop aangeboden. In 1985 werd het een hotel onder de naam Kasteel Izegrim. In 1990 stond het kasteel opnieuw te koop en kreeg een commerciële functie.
Het geheel ligt binnen een fraai park dat op een helling is gelegen en afdaalt naar een vijverpartij.